# Bătălia de la Magenta

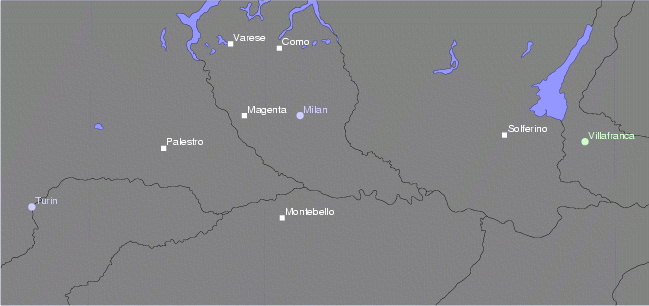
Harta celui de-al Doilea Război de Independență Italian

Bătălia de la Magenta a avut loc pe 4 iunie 1859, în cadrul celui de-al Doilea Război de Independență Italian, încheindu-se cu victoria armatelor franco-sarde sub comanda împăratului Napoleon al III-lea împotriva armatei austriece conduse de mareșalul Ferencz Gyulai.
Luptele s-au desfășurat în apropierea orașului Magenta din nordul Italiei pe 4 iunie 1859. Armata lui Napoleon al III-lea a traversat râul Ticino și a încercuit flancul drept al armatei austriece, forțând armata austriacă comandată de Gyulai să se retragă. Spațiul restrâns al terenului de luptă, format din livezi vaste străpunse de râuri și canale de irigații, nu a permis realizarea unor manevre elaborate. Austriecii au transformat fiecare casă într-o fortăreață în miniatură. Greul luptelor a fost suportat de cei 5.000 de grenadieri din Garda Imperială franceză, care purtau în mare parte uniforme croite în stilul Primului Imperiu. Bătălia de la Magenta nu a fost deosebit de grea, dar a reprezentat o victorie decisivă pentru forțele franco-sarde. Patrice Maurice de MacMahon a fost ridicat la rangul de Duce de Magenta pentru contribuția sa în această bătălie și a devenit mai târziu președinte al celei de-a Treia Republici Franceze.
Coaliția franco-piemonteză a fost formată în majoritate covârșitoare din trupe franceze (1.100 de piemontezi și 58.000 de francezi). Victoria ei poate fi considerată, prin urmare, în mod substanțial o victorie franceză.

## Urmări

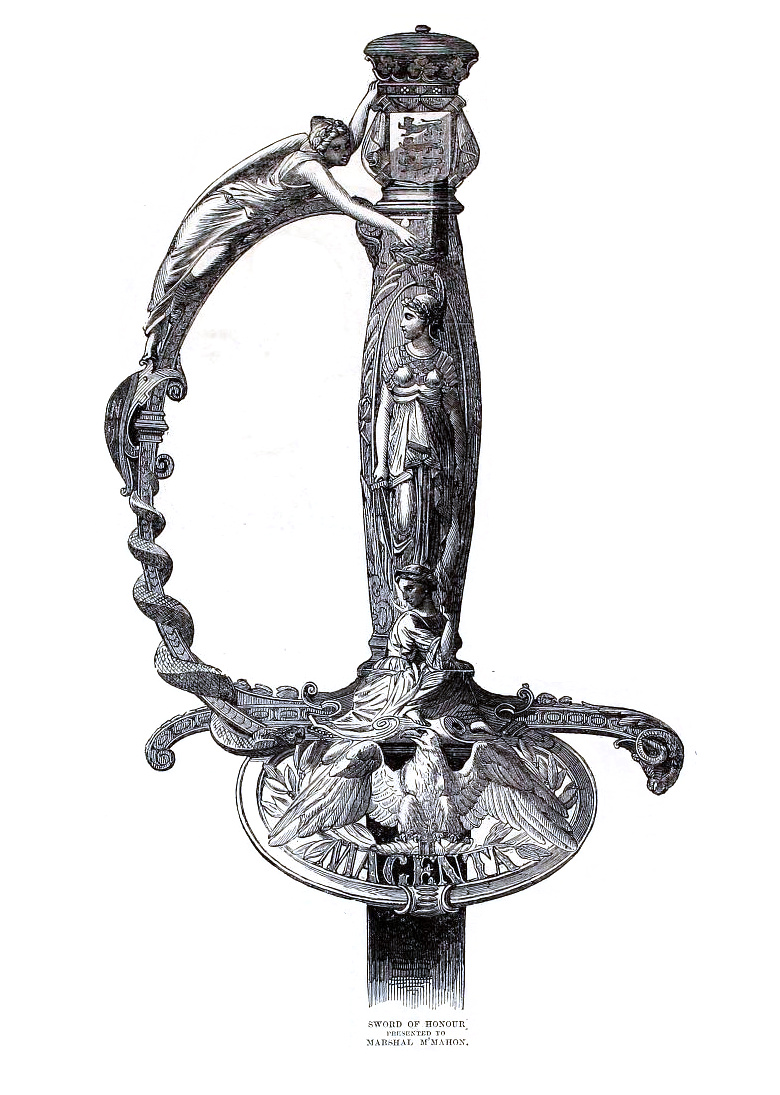
Sabie de onoare

O substanță producătoare a culorii magenta a fost descoperită în anul 1859 și a fost numită după această bătălie, așa cum a fost și Boulevard de Magenta din Paris.